# Karl Johansson (1839–1924)
Karl Gustaf Johansson, även kallad Spel Kalle i Augerum, född 26 augusti 1839 i Augerums församling, Blekinge län, död 12 maj 1924 i Lösens församling, Blekinge län, var en svensk folkmusiker och torpare.

## Biografi
Karl Johansson föddes 1839 och kom att arbeta som torpare. Han deltog i Spelmanstävlingen i Lund 1907 och kom att kallas Spel Kalle i Augerum.

## Upptecknade låtar
År 1907 upptecknade Nils Andersson två melodier efter Johansson.
- Polska i G-moll.[3]
- Vals i G-dur.[3]